# Большие Избищи
Больши́е И́збищи — село Лебедянского района Липецкой области. Центр Большеизбищенского сельсовета. Стоят на шоссе Лебедянь — Мичуринск.
Селение возникло примерно в конце XVII века. По данным 1710 года известно, что это было сельцо И́збищи с часовенкой во имя святого Георгия.
Село возникло на месте прежнего селения, о чём говорит его название: избище — место прежних изб.
Большие Избищи стоят на безымянном суходоле (левый приток пересыхающей речки Лебедянки). На левом борту суходола стоит заброшенная церковь, а рядом с храмом — кладбище.
В связи с административными преобразованиями село (в составе всего района) ранее с 30 июля 1928 года было приписано к  Центрально-Чернозёмной области (ЦЧО). После разделения ЦЧО 31 декабря 1934 года вошло в состав Воронежской, а 26 сентября 1937 года — во вновь образованную Рязанскую область. После образования 6 января 1954 года Липецкой области включено в её состав.

## Население
| 2010 |
| ---- |
| 495  |